# Hans Hauser (Fußballspieler)
Hans Hauser (* 17. Mai 1949 in Landstuhl) ist ein ehemaliger deutscher Fußballtorhüter. In der Saison 1970/71 absolvierte er beim VfB Stuttgart zwei Bundesligaspiele. Im letzten Jahr der zweitklassigen Fußball-Regionalliga Süd, 1973/74, gewann er mit dem FC Augsburg die Meisterschaft.

## Laufbahn
Hauser begann seine Karriere beim VfR Kaiserslautern in der 1. Amateurliga Südwest. Zur Saison 1968/69 wurde das Torhütertalent von Borussia Neunkirchen in das Ellenfeldstadion geholt. Unter Trainer Željko Čajkovski debütierte er am Starttag, den 19. August 1968, bei einem 5:1-Heimerfolg gegen den FV Speyer in der Regionalliga Südwest. Am Rundenende belegte die Borussia den 5. Platz und der Debütant hatte in elf Spielen das Tor der Saarländer gehütet. Mit Willi Ertz und Horst Kirsch standen noch zwei erfahrene Torhüter in Reihen von Neunkirchen. Im zweiten Jahr in Neunkirchen, 1969/70, kam Hauser unter Trainer Kurt Sommerlatt auf 16 Regionalligaeinsätze und wechselte zur Saison 1970/71 mit seinem Vereinskamerad Gerd Regitz zum VfB Stuttgart in die Bundesliga. Dort war er als Ersatztorhüter hinter Gerhard Heinze vorgesehen, da Dieter Feller nach Österreich zu Austria Wien gewechselt war. Dass Hauser nur zu zwei Bundesligaeinsätzen kam, hing in erster Linie mit Verletzungen zusammen, unter anderem erlitt er einen Fußbruch und hatte danach auch noch eine Armverletzung. Unter Trainer Branko Zebec debütierte Hauser am 6. März 1971 bei einem 1:1-Heimremis gegen Eintracht Braunschweig in der Bundesliga. Er bildete dabei mit den Feldspielern Willi Entenmann, Reinhold Zech, Hans Eisele und Hans Arnold die Defensive der Schwaben. Als es am 8. Mai 1971 dem VfB gelang, in einem Heimspiel vor 55.000 Zuschauern im Neckarstadion dem Titelverteidiger Borussia Mönchengladbach ein 1:1 abzuringen – das Team von Trainer Hennes Weisweiler war mit Offensivkräften wie Horst Köppel, Günter Netzer, Herbert Wimmer, Herbert Laumen und Jupp Heynckes angetreten-, absolvierte er sein zweites Bundesligaspiel.
Nach der Saison ging er zu Tasmania Berlin. Bei Tas konkurrierte er mit Horst Grunenberg im Tor. Hauser debütierte am 15. August 1971 bei einer 2:4-Auswärtsniederlage gegen Blau-Weiß 90 in der Regionalliga Berlin. Wolfgang John erzielte alle vier Treffer für die Blau-Weißen und Tasmania erreichte am Rundenende die Vizemeisterschaft. Nach 19 Ligaeinsätzen kam Hauser in der Aufstiegsrunde lediglich zu einem Einsatz; das ausgerechnet bei einer desaströsen 0:10-Auswärtsniederlage bei Borussia Neunkirchen. Im zweiten Jahr, 1972/73, spielte er lediglich noch neun Spiele für Tasmania und schloss sich am Ende der Hinrunde dem SSV Reutlingen in der Regionalliga Süd an. Er startete mit dem Team vom Stadion an der Kreuzeiche am 17. Dezember 1972 mit einem 1:0-Heimerfolg gegen die SpVgg Fürth. Am Rundenende hatte er 18 Ligaspiele absolviert und stieg mit Reutlingen in das Amateurlager ab. Mit Trainer Milovan Beljin und den Mitspielern Wolfgang Haug und Klaus Vöhringer schloss er sich zur letzten Regionalligarunde 1973/74 dem Neuling FC Augsburg an, wo man große Pläne durch die Rückkehr von Helmut Haller aus Italien hatte.
Hauser startete mit Augsburg am 11. August 1973 mit einem 6:2-Heimerfolg gegen den VfR Heilbronn in die Runde. Am zweiten Spieltag trug der FCA das erste Auswärtsspiel bei 1860 München aus. Im völlig überfüllten Olympiastadion trennten sich die zwei Rivalen 1:1. Es folgten Siege gegen Kickers Stuttgart (2:0), VfR Mannheim (4:1) und Bayern Hof (3:0), ehe im sechsten Rundenspieltag beim 1:1 in Fürth der zweite Punktverlust passierte. Es wurde zu einer großartigen Runde für Augsburg: Um den Heimkehrer Haller als Mittelpunkt hatte sich eine Mannschaft gefunden, die tatsächlich um die Meisterschaft spielte, und mit Hauser einen sicheren Rückhalt im Tor gefunden hatte. Nach 34 Spieltagen, in denen man mit 79:47 Toren und 48:20 Punkten mit vier Punkten Vorsprung vor dem 1. FC Nürnberg die Meisterschaft erreicht hatte, zog Hauser mit dem FCA in die letzte Bundesligaaufstiegsrund 1974 ein. In 27 Rundenspielen hatte er im Tor des Meisters gestanden. In der Bundesligaaufstiegsrunde wurde mit einem Punkt Rückstand gegenüber Tennis Borussia Berlin der Bundesligaaufstieg verpasst. Hauser hatte sieben Spiele bestritten.
Nach zehn Spielen in der 2. Fußball-Bundesliga 1974/75 beendete Hauser im Sommer 1975 seine Karriere als Profifußballer.